# Mimmi Åbjörnsson
Carolina Wilhelmina "Mimmi" Åbjörnsson, född Malmqvist 16 december 1854 i Sankt Nikolai församling i Stockholm, död 11 mars 1887 i Katarina församling, var en svensk skådespelerska. Efter en tid med kringresande sällskap var hon engagerad vid Nya teatern 1880–1882 och Södra teatern 1882–1887. Gift med teaterdirektören och skådespelaren William Åbjörnsson 1880, vigda under en spelperiod i Malmö.